# Giacinto Santambrogio
Pour les articles homonymes, voir Santambrogio.
Giacinto Santambrogio (né le 25 avril 1945 à Seregno, dans la province de Monza et de la Brianza en Lombardie, et mort le 14 juin 2012 dans la même ville ) est un coureur cycliste italien.

## Biographie
Professionnel de 1969 à 1979, il a remporté deux étapes du Tour de France, en 1975 et 1977. Il a bouclé dix Tours d'Italie consécutifs, remportant également deux étapes en 1971 et 1977.

## Palmarès

### Palmarès amateur
- 1967
  - 2e du Gran Premio della Liberazione
- 1968
  - 5e étape du Tour du Piémont
  - Coppa Fusar Poli
  - Milan-Tortone
  - 8e étape de la Course de la Paix
  - Coppa Bestetti

### Palmarès professionnel
- 1969
  - Coppa Bernocchi
- 1970
  - 2e de la Coppa Placci
  - 3e de Sassari-Cagliari
  - 3e de Paris-Luxembourg
- 1971
  - 20ea étape du Tour d'Italie
- 1972
  - Trois vallées varésines
- 1973
  - 2e de la Coppa Agostoni
- 1974
  - Grand Prix de la ville de Camaiore
  - Grand Prix du canton d'Argovie
  - Circuit de Larciano
  - 2e des Trois vallées varésines
  - 3e du Tour des Apennins
  - 4e du championnat du monde sur route
- 1975
  - 20e étape du Tour de France
  - 4e étape du Tour des Pouilles
  - 3e de la Coppa Bernocchi
  - 3e du Grand Prix de l'industrie et du commerce de Prato
  - 3e du Tour des Marches
- 1976
  - 2e de la Coppa Sabatini
- 1977
  - 8e étape du Tour de France
  - 10e étape du Tour d'Italie
  - 3e du Tour d'Ombrie

## Résultats sur les grands tours

### Tour de France
5 participations
- 1969 : 73e
- 1970 : 49e
- 1972 : 53e
- 1975 : 46e, vainqueur de la 20e étape
- 1977 : 39e, 2e du classement par points, vainqueur de la 8e étape

### Tour d'Italie
10 participations
- 1969 : 60e
- 1970 : 34e
- 1971 : 57e, vainqueur de la 20ea étape
- 1972 : 48e
- 1973 : 61e
- 1974 : 22e
- 1975 : 15e
- 1976 : 23e
- 1977 : 28e, vainqueur de la 10e étape
- 1978 : 56e